# Lagery (Adelsgeschlecht)

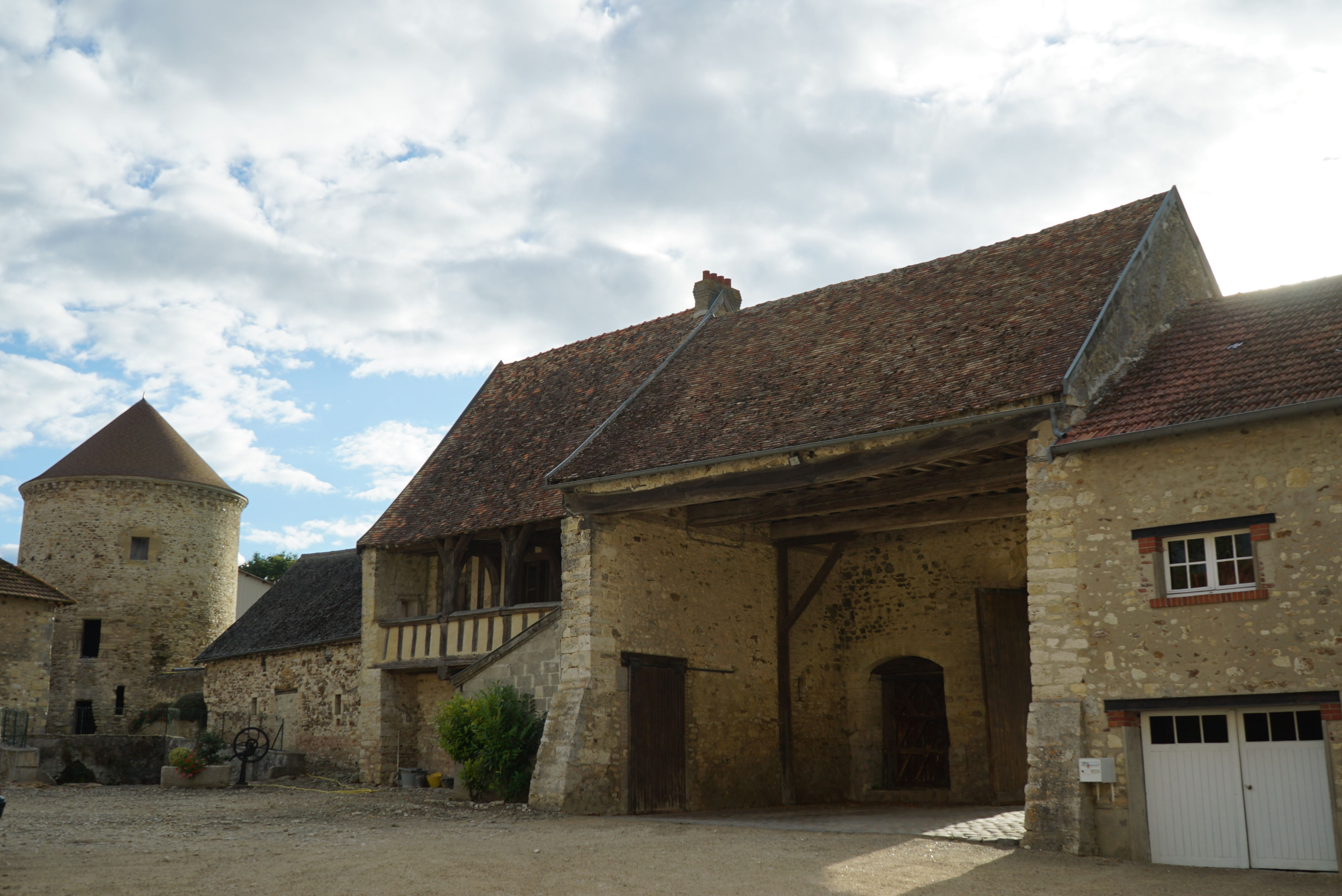
Das Torhaus und der Turm von Lagery

Das Haus Lagery war eine Familie des niederen Feudaladels der hochmittelalterlichen Champagne in Frankreich, die vom 11. bis 13. Jahrhundert existierte. Die Familie besaß das Rittergut Lagery (Département Marne) und ihr einziger Spross von historischer Bedeutung war Odo von Lagery, der von 1088 bis 1099 als Papst Urban II. über die katholische Christenheit gebietend einer der bedeutendsten Akteure des Reformpapsttums war.

## Geschichte

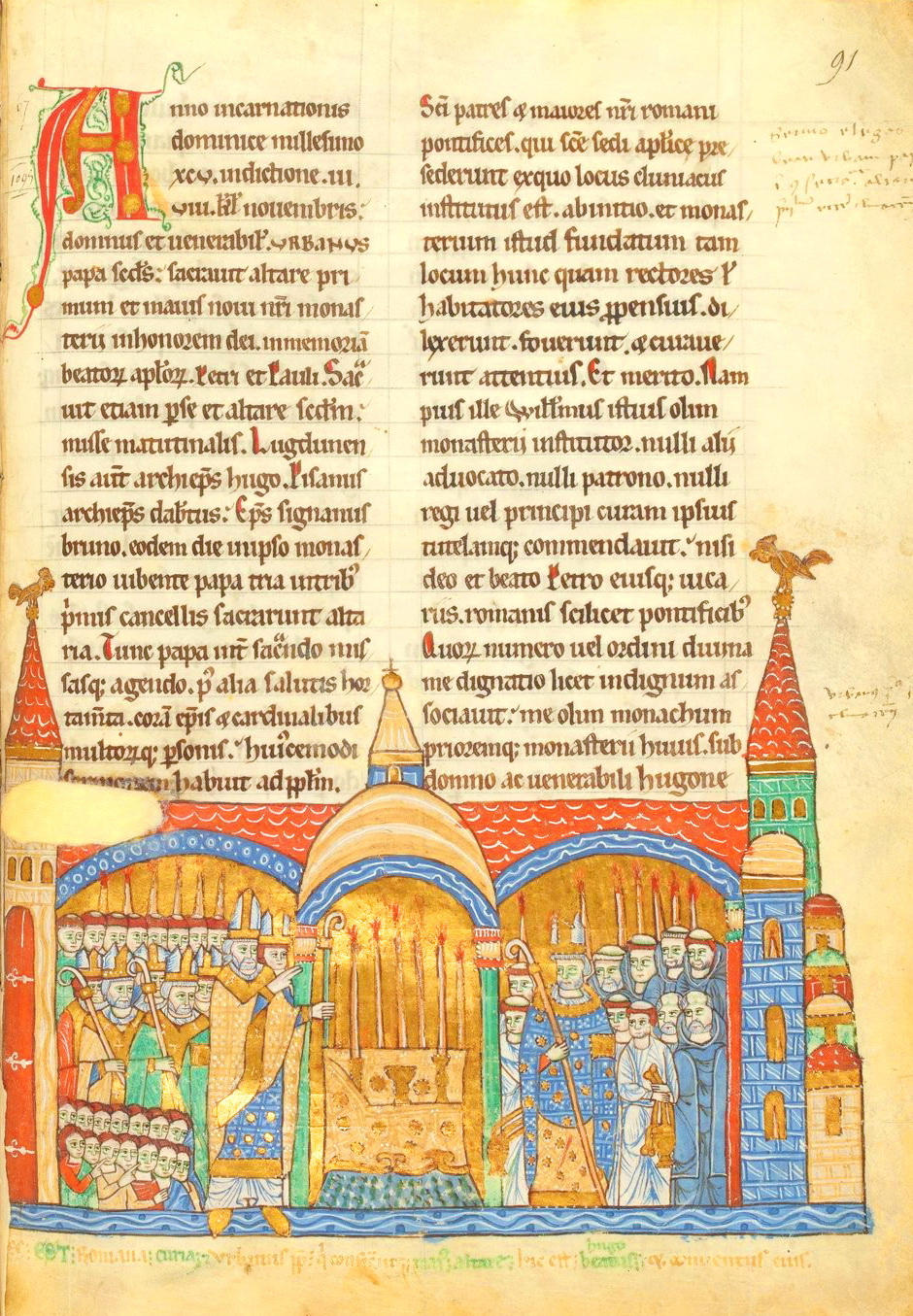
In Anwesenheit des Abtes Hugo weiht Papst Urban II. am 25. Oktober 1095 den Hauptaltar der Abtei von Cluny. Darstellung aus dem Miscellanea secundum usum ordinis Cluniacensis, 12./13. Jahrhundert.

Über den familiären Hintergrund Papst Urbans II. verfügte die Geschichtsschreibung über Jahrhunderte hinweg allein mit der Chronik des Alberich von Trois-Fontaines über eine Bezugsquelle, in der vier Sätze zur Familie dieses Papstes und zu seinem Werdegang vor seiner Berufung notiert sind. Demnach ist Urban II. unter dem Namen Odo (franz.: Eudes) in der „Burg über der Marne“ als Sohn des Herrn von Lagery geboren worden (natus de Castellione super Maternam, filius domni de Lageri). Dazu ist eine Auflistung der genealogischen Abfolge der Herren von Lagery, abstammend von einem Bruder des Papstes bis zum Ende des 12. Jahrhunderts, beigefügt. Alberich selbst bezog seine Informationen aus den lange verschollenen Geschichtswerken Hugos von Saint-Victor und Guidos von Bazoches († 1203), dessen Familie ebenfalls über Verbindungen nach Châtillon verfügte.
Châtillon-sur-Marne war der Stammsitz einer der prominentesten Feudalfamilien Nordfrankreichs, deren Name besonders mit der Kreuzzugsbewegung des hohen Mittelalters assoziiert ist, die just von Papst Urban II. auf der Synode von Clermont 1095 initiiert worden war. Seine Geburt am Stammsitz dieser Familie legte für die Historiker späterer Generationen nahe, dass der Papst selbst ein Spross ebendieser Familie gewesen sein muss und die Herren von Lagery folglich einen Seitenzweig des Hauses Châtillon darstellten. Unter anderem verleitete diese Annahme im 17. Jahrhundert André Duchesne zur Konstruktion eines detaillierten Stammbaumes der frühen Châtillon, in dem „Eudes de Châtillon,…fin Pape dit Vrbain II“ als Sohn eines „Miles Seigneur de Chastillon & de Basoches“ einen klar zugewiesenen Platz einnimmt. Duchesne konnte diese Konstruktion nicht mit Primärquellen fundieren und folgerichtig fiel sie bald mit der Wiederentdeckung alter Schriftquellen in sich zusammen. Nur ein Jahrhundert nach ihm förderte die Sichtung des Nekrologs der Abtei Molesme durch Thierri Ruinart die tatsächlichen Verhältnisse zu Tage. Darin ist der 5. Juni als Jahrestag zum Gedenken an die Eltern Papst Urbans II. notiert: Item nonas junii Heucherius, Isabellis uxor ejus, pater et mater domni papae Urbani quorum anniversarium debemus facere solemniter annuatim…
Eucherius war also der Herr von Lagery, dem aus seiner Ehe mit Isabella drei Söhne geboren wurden, von denen einer bis zum Papst aufsteigen sollte. Ob er selbst ein Familienmitglied des Hauses Châtillon war, kann allerdings nicht mit Sicherheit bestimmt werden. Freilich kann er auch nur ein Dienstmann dieses Hauses gewesen sein, dem das etwa 10 km nördlich von Châtillon-sur-Marne gelegene Gut Lagery als Lehen zugewiesen wurde. Die Lehnsabhängigkeit Lagerys zu den Herren von Châtillon ist noch bis in das 13. Jahrhundert dokumentiert. Eucherius und Isabella stifteten noch vor 1077 der Abtei Coincy (Coincy, Département Aisne) das Land von Binson für die Gründung des Priorats Saint-Pierre de Binson, welches nicht weniger als einen Kilometer südlich von Châtillon-sur-Marne liegt. Papst Urban II. übertrug diese dank seiner Eltern (qui nos ex parentum jure contingit) gegründete Klosterzelle auf dem Konzil von Tours am 20. März 1096 dem Klosterverband von Cluny.
Über die späteren Generationen derer von Lagery geben einige Dokumente der Abtei Igny und Schriftrollen aus der Kanzlei der Grafen von der Champagne Auskunft. Z. B. stiftete Gerhard II. von Lagery im Konsens mit seinen Kindern der Abtei Igny im Jahr 1154 das Gut Bailleul (Arcis-le-Ponsart, Département Marne). Diese Schenkung wurde 1159 von seinem Lehnsherrn Guido II. von Châtillon bestätigt. Die Familie derer von Lagery errichtete ab dem 12. Jahrhundert einen Turm samt Torhaus als ihren Sitz, aber schon im frühen 13. Jahrhundert ist sie erloschen.

## Stammliste
1. Eucherius, Herr von Lagery; ⚭ Isabella
  1. Rudolf, Herr von Lagery
    1. Gerhard I., Herr von Lagery
      1. Gerhard II., Herr von Lagery
        1. Odo, Herr von Lagery; ⚭ Aelis
          1. Adam, Ritter, Herr von Lagery († um 1211); ⚭ Ade
            1. Walter, Ritter, Herr von Lagery
            2. Rudolf von Lagery
            3. Wilhelm von Lagery; ⚭ ?
              1. Wilhelm von Lagery, écuyer 1231; ⚭ Anceline von Aguisy

            4. Isabella von Lagery; ⚭ Enguerrand

          2. Gilles von Lagery, Mönch in Reims
          3. Hersende von Lagery; ⚭ ?
            1. Balduin, Mönch in Igny

        2. Gerhard von Lagery
        3. Helvis von Lagery
        4. Gilles von Lagery; ⚭ Aveline
          1. Adelice von Lagery, Geistliche in Reims

  2. Odo von Lagery († 28. Juli 1099), Mönch in Cluny, Kardinalbischof von Ostia, 1088 Papst Urban II.
  3. Joibert von Lagery